# Paracles vivida
Paracles vivida là một loài bướm đêm thuộc phân họ Arctiinae, họ Erebidae.